# Trichiusa columbica
Trichiusa columbica är en skalbaggsart som beskrevs av Thomas Casey 1911. Trichiusa columbica ingår i släktet Trichiusa och familjen kortvingar. Inga underarter finns listade i Catalogue of Life.